# Lucky Girl
Lucky Girl, também conhecido como My Daughter's Secret Life, (Uma Garota de Sorte no Brasil), é um filme canadense de 2001 de drama estrelado por Elisha Cuthbert, Sherry Miller, e Charlotte Sullivan, dirigido por John Fawcett.

## Enredo
Kaitlin Palmerston (Elisha Cuthbert) é uma menina de 17 anos de idade que vive uma existência privilegiada com seu pai Alastair, sua mãe Valerie e seu irmão Terry, mas um perigoso vício em jogos de azar teve um efeito devastador sobre ela e sua família. O mundo de Kaitlyn começa a ruir quando ela ganha $ 50 durante um jogo de poker com os amigos. Atraídos pela promessa de status e riqueza, Kaitlin brinca em uma aparentemente inocente piscina de esportes do ensino médio. Sua próxima aventura leva-la a um jogo de roleta Internet, com a ajuda de seus cartões de crédito dos pais, ela perde rapidamente milhares de dólares, e antes que ela sabe disso, Katlin é obrigado a pagar a sua dívida para um agiota - por todos os meios que ela pode.

## Elenco
- Elisha Cuthbert como Kaitlyn Palmerston
- Sherry Miller como Valerie Palmerston
- Evan Sabba como Ron Lunderman
- Greg Ellwand como Blair Noth
- Sarah Osman como Cheryl Bemberg
- Jonathan Whittaker como Alastair Palmerston
- Charlotte Sullivan como Janice
- Victoria Snow como Judy
- Jordan Madley como Maureen

## Prêmios e indicações
| Ano  | Prêmio                    | Categoria                                                                       | Assunto                                                 | Resulto  | Ref   |
| ---- | ------------------------- | ------------------------------------------------------------------------------- | ------------------------------------------------------- | -------- | ----- |
| 2001 | Gemini Awards             | Melhor desempenho de uma atriz em um papel principal em um programa dramático   | Elisha Cuthbert                                         | Venceu   | [ 3 ] |
| 2001 | Gemini Awards             | Melhor desempenho de uma atriz em um papel coadjuvante em um programa dramático | Sherry Miller                                           | Venceu   | [ 3 ] |
| 2002 | Directors Guild of Canada | Outstanding Achievement in Sound Editing                                        | David McCallum                                          | Indicado | [ 3 ] |
| 2002 | Directors Guild of Canada | Outstanding Achievement in a Television Movie/Mini-Series                       | John Fawcett (Director)                                 | Indicado | [ 3 ] |
| 2002 | Writers Guild of Canada   | História/teleplay                                                               | John Frizzell (story/teleplay) Graeme Manson (teleplay) | Venceu   | [ 3 ] |